# Хейгарт, Эдуард
Эдуард Браунлоу Хейгарт (англ. Edward Brownlow Haygarth; 26 апреля 1854 — 14 апреля 1915) — английский футболист и крикетист. Выступал за футбольные клубы «Свифтс», «Рединг», «Лансинг Олд Бойз» и «Уондерерс», провёл 1 матч за национальную сборную Англии. Также выступал за крикетные клубы Глостершира и Хэмпшира. 

## Футбольная карьера
Уроженец Сайренсестера (графство Глостершир), Хейгарт окончил Лансинг-колледж. Во время обучения выступал за футбольную и крикетную команды колледжа. После окончания колледжа выступал за футбольные клубы «Рединг» и «Свифтс». Вероятнее всего, он сыграл в первом в истории матче «Рединга» и стал автором первого забитого гола. Также он считается автором первого хет-трика в истории «Рединга» и первым капитаном клуба. Посмертно включён в Зал славы «Рединга». Также выступал за «Лансинг Олд Бойз» и «Уондерерс».
6 марта 1875 года провёл свою единственную игру за национальную сборную Англии в матче против сборной Шотландии на лондонском стадионе «Сарри Крикет Граунд». Англичане начали матч вдесятером: Уильям Карр из Шеффилда опоздал на матч, его место в воротах занял Александер Бонсор. Через десять минут прибывший на стадион Карр вышел на поле, заняв место в воротах англичан, а Бонсор вернулся на привычную для себя роль нападающего. Матч завершился вничью со счётом 2:2.

## Крикетная карьера
В 1875 году сыграл за крикетный клуб графства Хэмпшир (против Сассекса).
В 1883 году дважды сыграл за крикетный клуб графства Глостершир (против Саррея и Йоркшира).

## Вне спорта
После окончания Лансинг-колледжа отправился в Рединг, где учился на солиситора. Затем вернулся в Сайренсестер, где работал солиситором.
Позднее читал лекции по сельскохозяйственному праву в Королевском сельскохозяйственном колледже в Сайренсестере, а также был секретарём колледжа.
Умер в апреле 1915 года в возрасте 60 лет.